# Véhicule Automatique Léger

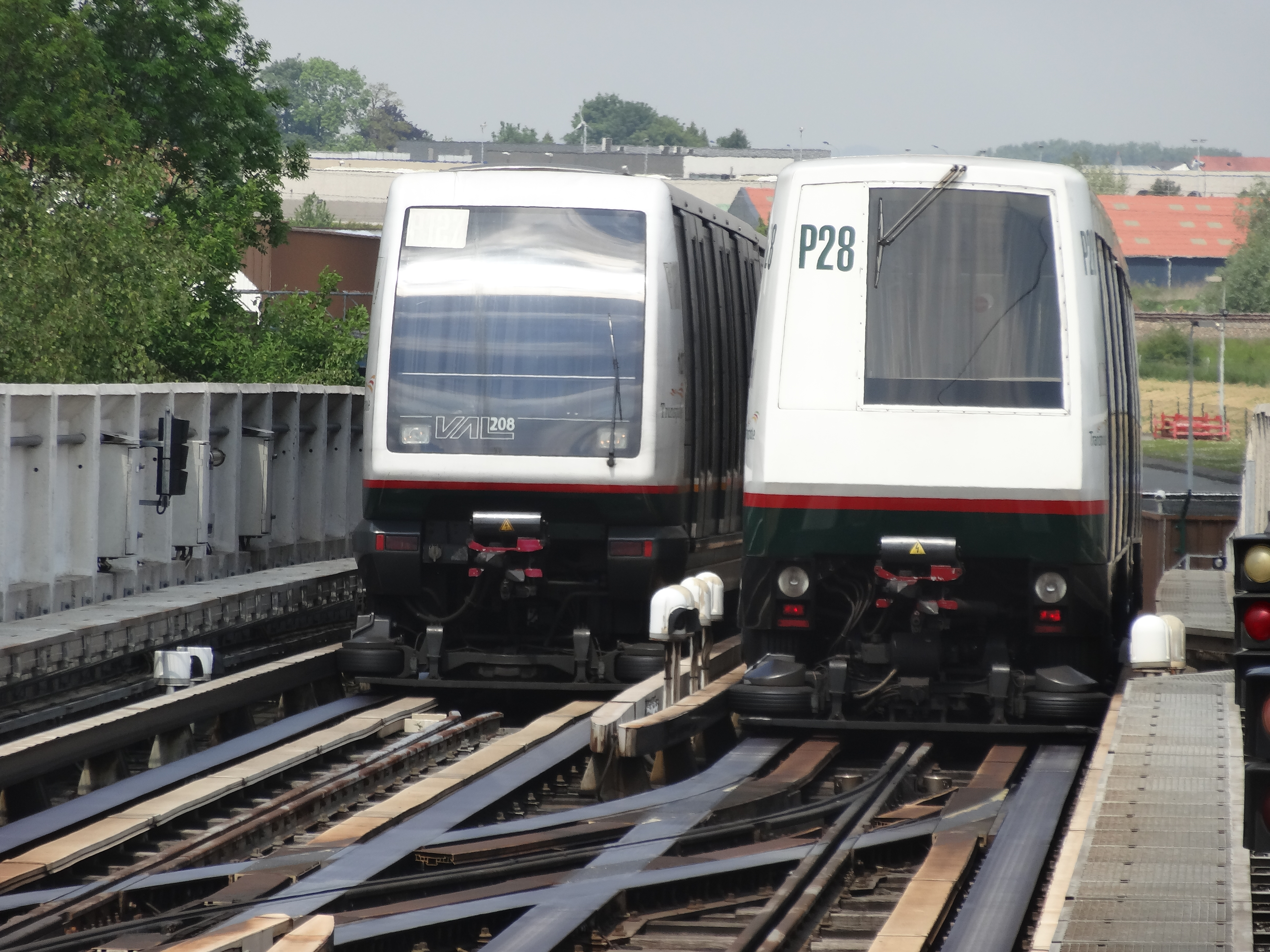
VAL 206 (праворуч) і VAL 208 (ліворуч), які використовуються в метро Лілля

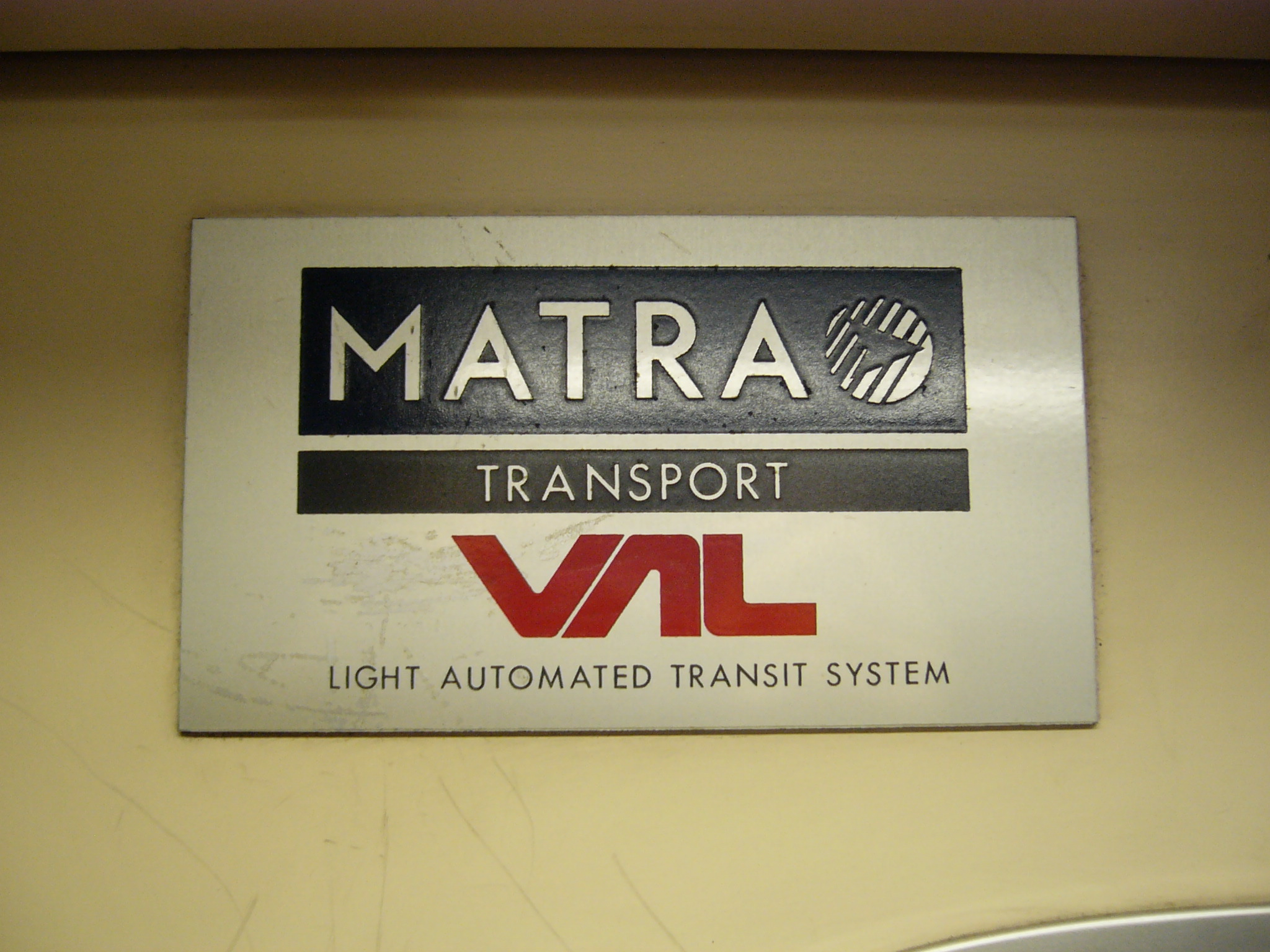
Інтер'єр VAL 256 з лейбою виробника.

Véhicule Automatique Léger (букв. «автоматичний легкий транспортний засіб») або VAL — тип безпілотної (автоматизованої) транспортної системи середньої місткості (піплмувер) на гумових шинах. Цю технологію було розроблено в Науково-технологічному університеті Лілля, продано компанією Matra та вперше використано на початку 1980-х років для мережі метро Лілля, однієї з перших у світі повністю автоматизованих залізничних мереж масового транспорту, якій передувала лише лінія Порт-Айленду в Кобе, Японія. 

Технологія VAL зараз продається компанією Siemens, яка придбала компанію Matra наприкінці 1990-х років. 
Всього в світі зараз працює 11 ліній у 8 мережах на основі технології VAL. 
Поточна версія продукту VAL продається як NeoVal (розрізняючи AirVal для аеропортів і CityVal для звичайніших транзитних середовищ).
Назва є бекронімом, і перший проект, який використовує технологію, отримав прізвисько VAL після маршруту лінії: Villeneuve d'Ascq à Lille (буквально «Вільнев д'Аск — Лілль»). 

## Технології

### Оригінальний VAL

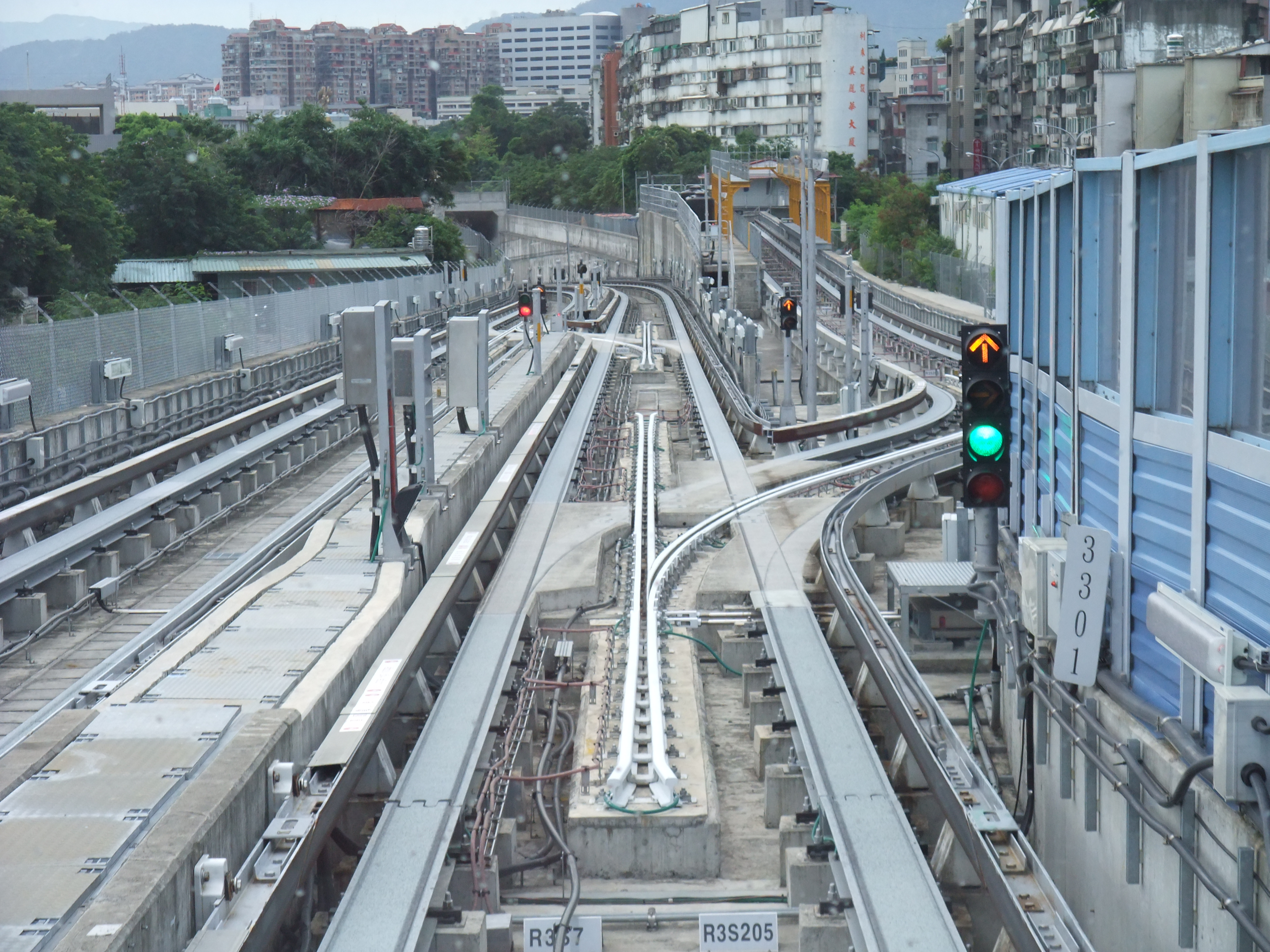
Лінія Веньху у Тайбей, що використовує технологію VAL

Система VAL використовує повністю автоматизовану піднесену напрямну, яка може бути металевою або бетонною залежно від переважаючих погодних умов. 
Основна підвіска — гумові шини з парами горизонтальних шин для забезпечення бокового наведення. 
Електрична потужність 750 В постійного струму збирається башмаками від напрямних. 

Транспортні засоби є легкі 2-вагонні потяги (VAL 206 або VAL 208) загальною місткістю 124 місць або здвоєні комплекти (VAL 256) з 80 сидячими та 160 стоячими місцями. 
Усі осі цих вагонів оснащені електродвигунами потужністю 150 кВт (201 к. с.). 
Система визначає місцезнаходження поїздів на напрямній за допомогою ультразвукових датчиків. 

VAL використовує сигналізацію фіксованого блоку.
VAL може впоратися з непередбаченим попитом, вставляючи додаткові поїзди в мережу відповідно до віддаленої команди з центру управління. Комп’ютерна система диспетчерського центру автоматично прискорює або уповільнює рух поїздів, щоб дотримуватися розкладу. 
Система VAL може обробляти просування лише за 60 секунд, а система «Lille VAL» швидко підтвердила свою готовність 99,8%. 

На відміну від іншої першої системи метро без водіїв, Vancouver SkyTrain, у конструкції VAL використовуються платформи, які відокремлені від колій скляною перегородкою, щоб пасажири, які очікують, не збилися з дороги або не впали на колії. 
Двері на платформі, виготовлені швейцарським виробником скляних дверей dormakaba, вбудовані в ці перегородки та відкриваються синхронно з дверима поїзда, коли поїзд зупиняється на платформі. 
На додачу до того, що поїзди не працюють без машиністів, на платформах станцій у звичайному режимі роботи немає персоналу. 
У оригінальній системі метро Лілля за ними стежить велика система замкнутого телебачення з 330 камерами та 24 телевізійними моніторами у віддаленій диспетчерській. 

### NeoVal

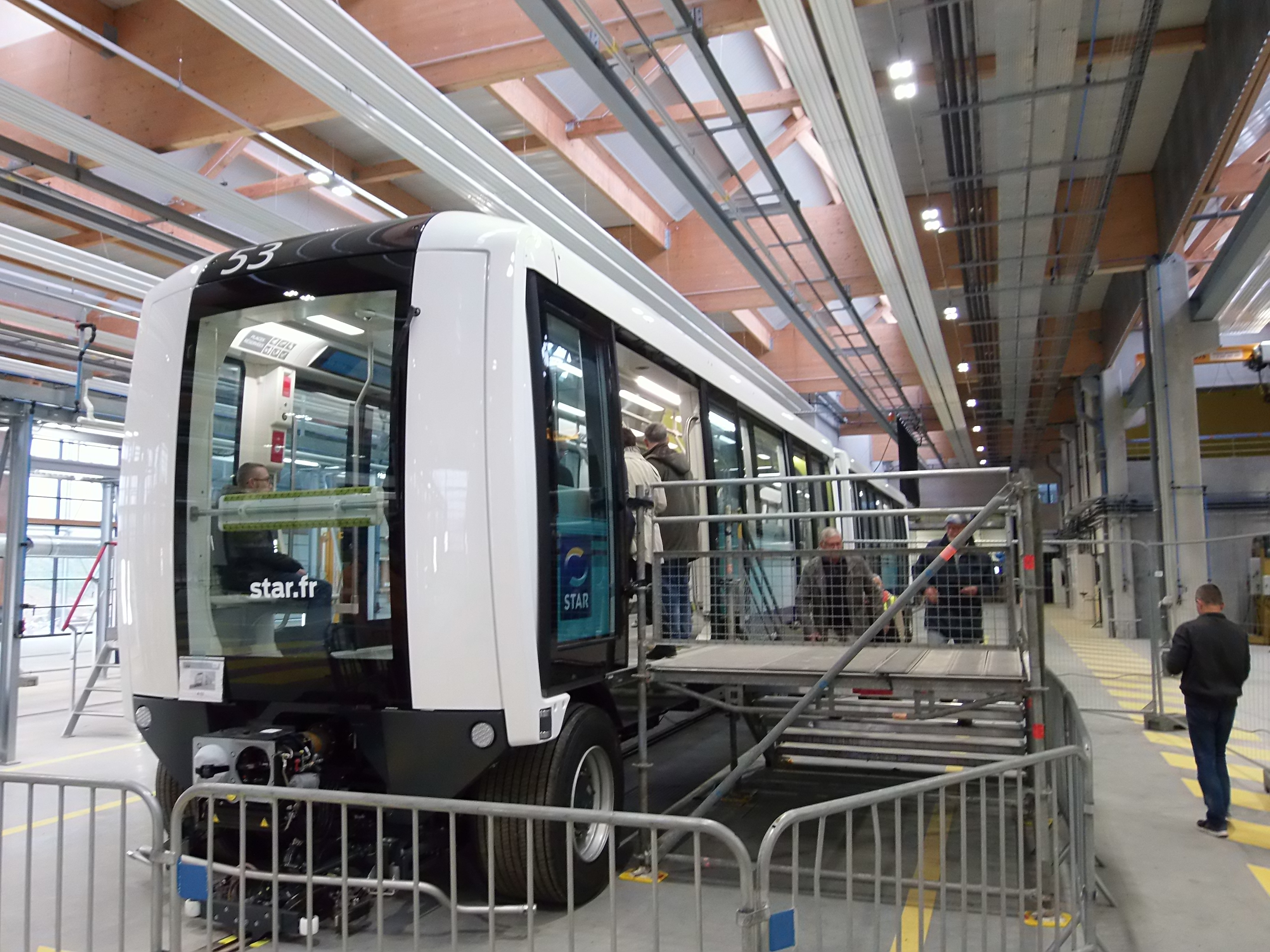
CityVal на лінії B метро Ренн

У 2006 році було оголошено про проект NeoVal, наступника VAL. 
Він має рекуперативне гальмування. 
40% із 62 мільйонів євро, виділених на програму, надійде від Agence de l'innovation industrielle (агентство з підтримки технологій, раніше відоме як AII). 
Програмою керує Siemens Mobility у співпраці з Lohr Industrie. 
NeoVal буде керуватися єдиною центральною рейкою, подібною до Translohr, і зможе працювати без будь-якого електропостачання між станціями (без третьої рейки чи повітряних ліній), що значно зменшить вартість інфраструктури. 

NeoVal пропонується в двох версіях:
- версія CityVal, розроблена для звичайних транспортних середовищ (ширина вагону 2,65 м) з першим впровадженням на лінії В Реннського метрополітену ;
- версія AirVal, розроблена для умов аеропорту (ширина вагону 2,80 м) з першим впровадженням на автоматизованому піплмувері аеропорту Суварнабхумі[en] в аеропорту Суварнабхумі, Таїланд.

## Системи VAL

### Чинні системи

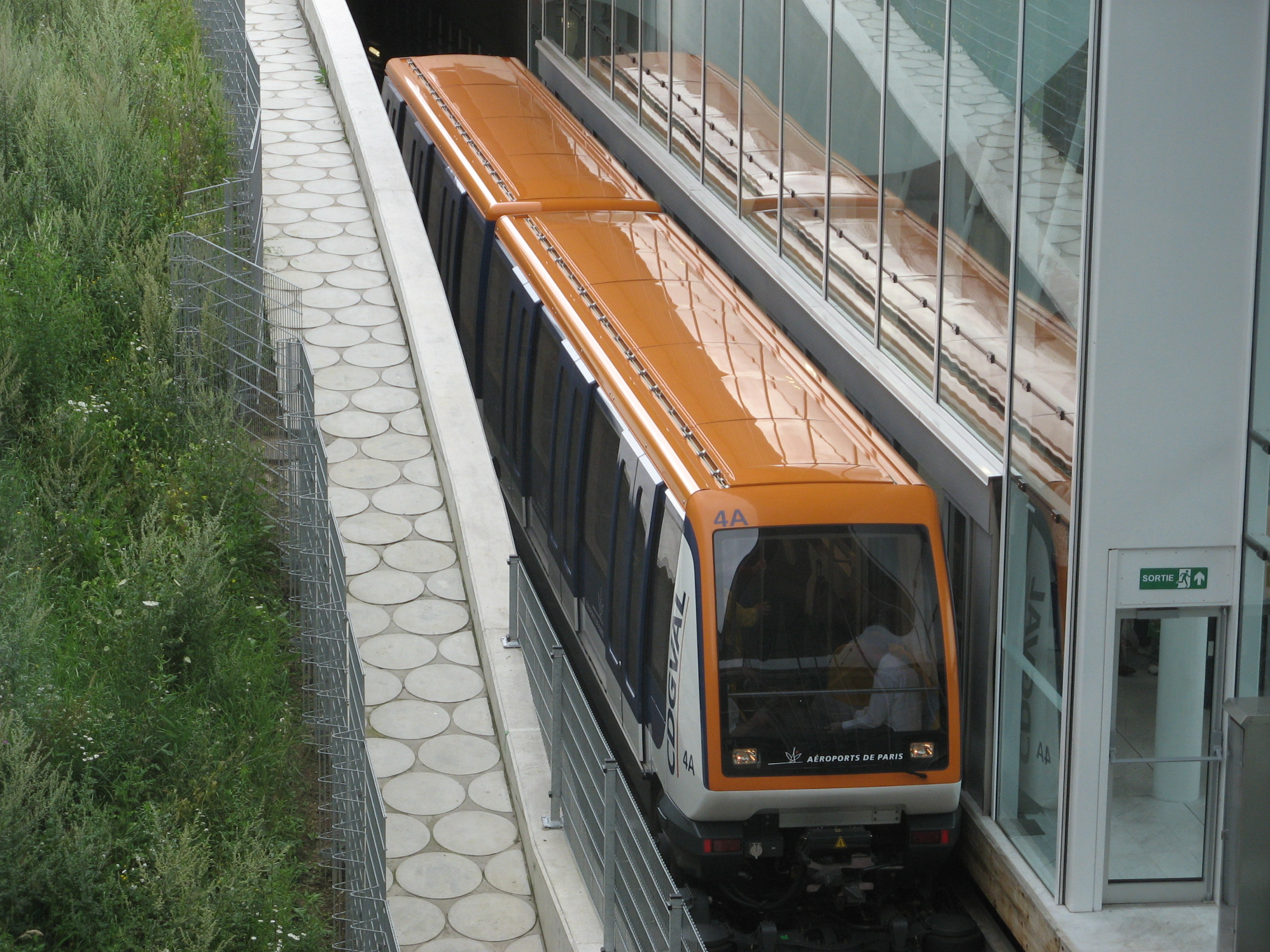
VAL 208 мережі CDGVAL в аеропорту Париж — Шарль де Голль.

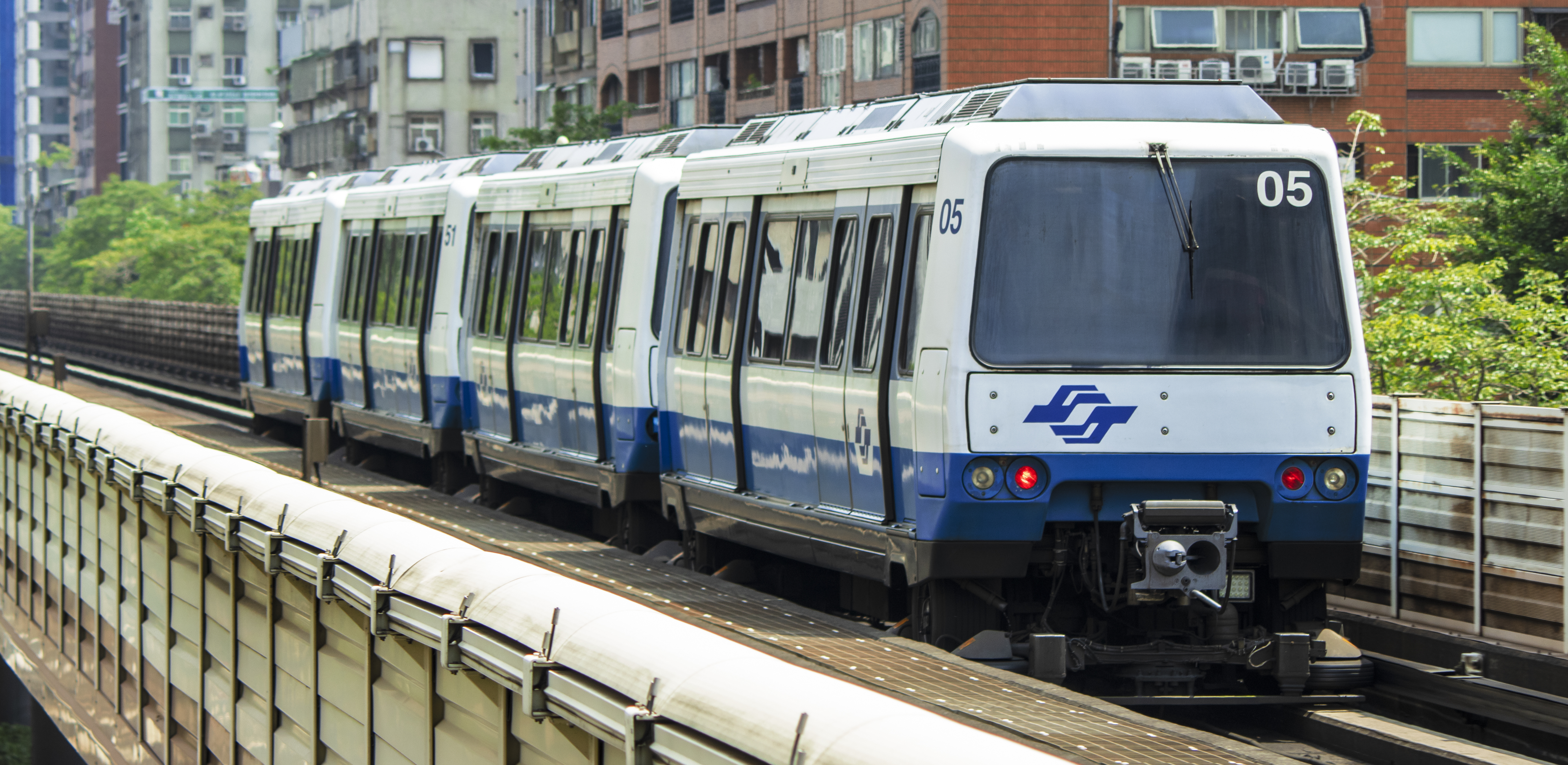
VAL 256 на лінії Веньху, Тайбей

Станом на липень 2021 року за технологією VAL працюють 12 ліній у 8 системах:
- Лілльський метрополітен (дві лінії), з 1983 року, вагони VAL 206 і VAL 208
- Orlyval, з 1991 року, вагони VAL 206
- Тулузький метрополітен (дві лінії), з 1993 року, вагони VAL 206 і VAL 208
- Лінія Веньху[en] Тайбейського метро, з 1996 року, збільшені вагони VAL 256[en], що використовують технологію MAGGALY від лінії D Ліонського метро[en] та сигналізацію Bombardier
- Реннський метрополітен (дві лінії), з 2002 року вагони VAL 208 і CityVal
- Туринський метрополітен, з 2006 року, вагони VAL 208
- CDGVAL, Liaison Interne Satellite Aérogare, з 2007 року, вагони VAL 208
- U (лінія ЛРТ, Ийджонбу), з 2012 року, вагони VAL 208 з кондиціонером, місцеве позначення U100
- Аеропорт Бангкок-Суварнабхумі, з 2023 року — 6 2-вагонних поїздів AirVal[5]

### Майбутні системи
- SkyLine аеропорту Франкфурта (реконструкція чинної системи піплмувер) — 24 2-вагонні поїзди AirVal[6]

### Нечинні системи
- Airport Transit System[en] в аеропорту Чикаго-О'Хара (відкрита в 1993 році та замінена системою Bombardier у 2019 році та знову відкрита в 2021 році)
- У Джексонвіллі, штат Флорида, в 1989 році була урочисто відкрита лінія VAL; її було закрито в грудні 1996 року та замінено монорейкою Джексонвілла. Рухомий склад був проданий аеропорту Чикаго-О'Харе.

## Транспортна система середньої місткості
Коли VAL було представлено в Тайбеї, планувальники залізниць придумали термін залізнична транспортна система середньої місткості, щоб відрізнити VAL від важкої залізниці (метро).  
Відтоді цей термін почали застосовувати до транзитних систем подібної пропускної здатності, головним чином у містах Азії, навіть якщо системи не базуються на технології VAL. 
Siemens тепер скоріше використовує терміни «метро середньої місткості» або просто називає VAL «people mover».